# High Voltage Software
High Voltage Software (o HVS) es una empresa de desarrollo de videojuegos ubicada en Hoffman Estates, Illinois. Se estableció en 1994 y actualmente emplea a unos 130 miembros en su personal. Red Eye Studios es una subsidiaria de HVS. Es conocida por desarrollar varios juegos, entre ellos Leisure Suit Larry: Magna Cum Laude (completamente censurado en Australia), Star Trek: Starfleet Academy y Charlie y la fábrica de chocolate (videojuego).

## Juegos
| Año  | Título                                       | Desarrollador                                                            | Distribuidor                              | Plataformas        | Género                    |
| ---- | -------------------------------------------- | ------------------------------------------------------------------------ | ----------------------------------------- | ------------------ | ------------------------- |
| 2015 | Mortal Kombat X                              | High Voltage Software                                                    | Warner Bros. Home Entertainment           | PC                 | Lucha                     |
| 2011 | Conduit 2                                    | High Voltage Software                                                    | Sega                                      | Wii                | FPS                       |
| 2011 | The Grinder                                  | High Voltage Software                                                    |                                           | Wii,PS3,Xbox360    |                           |
| 2011 | Tournament of Legends                        | High Voltage Software                                                    | Sega                                      | Wii                |                           |
| 2009 | The Conduit                                  | High Voltage Software                                                    | Sega                                      | Wii                | FPS                       |
| 2007 | Ben 10: Protector of Earth                   | High Voltage Software (Wii, PS2, and PSP), 1st Playable Productions (DS) | D3 Publisher                              | PS2, PSP, Wii, DS  |                           |
| 2007 | Harvey Birdman: Attorney at Law              | High Voltage Software                                                    | Capcom                                    |                    |                           |
| 2006 | Padre de Familia                             | High Voltage Software                                                    | 2K Games, Fox Interactive                 |                    |                           |
| 2006 | Zathura                                      | High Voltage Software                                                    | 2K Games                                  | PS2, Xbox, Windows |                           |
| 2006 | The Grim Adventures of Billy & Mandy         | High Voltage Software                                                    | Midway Games                              | NGC, PS2, GBA, Wii |                           |
| 2005 | Operation: V.I.D.E.O.G.A.M.E.                | High Voltage Software                                                    | Global Star Software                      |                    | Plataformas               |
| 2005 | 50 Cent: Bulletproof                         | Genuine Games, High Voltage Software (PSP)                               | Sierra Entertainment, Vivendi Games (PSP) | PSP                | Acción                    |
| 2004 | Leisure Suit Larry: Magna Cum Laude          | High Voltage Software                                                    | Sierra Entertainment                      |                    | Aventura                  |
| 2003 | Haunted Mansion                              |                                                                          | High Voltage Software                     |                    | Acción-aventura           |
| 2003 | Hunter: The Reckoning: Redeemer (videojuego) | High Voltage Software                                                    | Vivendi Universal                         | Xbox               | Acción                    |
| 2002 | Hunter: The Reckoning (videojuego)           | High Voltage Software                                                    | Interplay                                 | Xbox               | Acción                    |
| 2000 | NFL Quarterback Club 2001                    | High Voltage Software                                                    | Acclaim                                   |                    | Deporte                   |
| 2000 | All-Star Baseball 2001                       | High Voltage Software, KnowWonder                                        | Acclaim                                   |                    | Deporte                   |
| 2000 | Ground Control: Dark Conspiracy              | Massive Entertainment, High Voltage Software                             | Sierra Studios                            |                    | Estrategia en tiempo real |
| 1999 | Lego Racers                                  | High Voltage Software                                                    | LEGO Media                                |                    | Carreras                  |
| 1997 | Star Trek: Starfleet Academy                 | StarFleet Academy Software, Interplay, High Voltage Software             | Interplay                                 |                    |                           |
| 1996 | White Men Can't Jump                         | High Voltage Software                                                    | Atari                                     |                    | Deportes                  |
| 1995 | Charlie and the Chocolate Factory            | High Voltage Software                                                    | Global Star Interactive                   |                    | Acción-aventura           |